# Біда Костянтин Йосипович
Костянтин Біда (24 вересня 1916, Львів — 11 квітня 1979) — український літературознавець, перекладач, мовознавець.
Був засновником Канадської асоціації порівняльної літератури, Канадської асоціації етнічних студій, президентом Українського шекспірівського товариства, головою Асоціації канадських славістів.
Дійсний член НТШ і УВАН, професор-гість УВУ (Мюнхен).

## Біографія
Народився 24 вересня 1916 року у Львові. Вивчав слов'янські літератури, філософію і німецьку філологію у Львівському і Віденському університетах, у 1946—1947 роках продовжував навчання у Берні.
Працював науковим співробітником Віденського університету. У 1952 році прибув до Канади, працював лектором, із 1957 року — професором, головою Департаменту слов'янських студій Оттавського університету.
Спеціаліст зі слов'янської філології, порівняльного літературознавства та історії української літератури. Співробітничав з Українським католицьким університетом у Римі та Українським вільним університетом у Мюнхені. Представляв Канаду та українську науку на численних міжнародних наукових з'їздах. Автор понад 80 наукових праць українською, російською, англійською, іспанською, німецькою, французькою мовами. Редактор видання «Перший Кобзар Шевченка» (Оттава, 1961), «Poesie du Quebec Contemporain» (Оттава, 1968), «Slavs in Canada», т. 1–2.
Помер 11 квітня 1979 р.

## Творчість
Автор праць з української літератури, порівняльного літературознавства, слов'янської шекспіріани: «Релігійні мотиви в наукових творах Івана Франка» (1956), «На вершинах ідеї і форми» (1958), «Союз Гетьмана Мазепи з Карлом ХІІ» (1959).